# Procés de l'estàndard Avançat de Xifratge
El procés de l'estàndard Avançat de Xifratge (AES), el xifratge per blocs simètric ratificat com a estàndard pel National Institute of Standards and Technology dels Estats Units (NIST), va ser escollit mitjançant un procés que va durar del 1997 al 2000 i que va ser notablement més obert i transparent que el seu predecessor, l'Estàndard de Xifratge de Dades (DES). Aquest procés va rebre elogis de la comunitat criptogràfica oberta i va ajudar a augmentar la confiança en la seguretat de l'algoritme guanyador per part d'aquells que sospitaven de les portes del darrere del predecessor, DES.
Es necessitava un nou estàndard principalment perquè el DES tenia una clau relativament petita de 56 bits que s'estava tornant vulnerable als atacs de força bruta. A més, el DES va ser dissenyat principalment per a maquinari i era relativament lent quan s'implementava en programari. Tot i que Triple-DES evita el problema d'una mida de clau petita, és molt lent fins i tot en maquinari, no és adequat per a plataformes amb recursos limitats i pot estar afectat per possibles problemes de seguretat relacionats amb la mida de bloc (avui dia relativament petita) de 64 bits.

## Inici del procés
El 2 de gener de 1997, el NIST va anunciar que volien triar un successor del DES que seria conegut com a AES. Igual que el DES, aquest havia de ser "un algorisme de xifratge no classificat i divulgat públicament, capaç de protegir informació governamental sensible fins ben entrat el segle següent". Tanmateix, en lloc de simplement publicar un successor, el NIST va demanar l'aportació de les parts interessades sobre com s'havia d'escollir el successor. L'interès de la comunitat criptogràfica oberta va ser immediatament intens, i el NIST va rebre una gran quantitat de propostes durant el període de comentaris de tres mesos.
El resultat d'aquesta retroalimentació va ser una crida per a nous algoritmes el 12 de setembre de 1997. Tots els algoritmes havien de ser xifratges per blocs, que admetien una mida de bloc de 128 bits i mides de clau de 128, 192 i 256 bits. Aquests xifrats eren rars en el moment de l'anunci; el més conegut era probablement Square.

## Rondes una, dos i tres
En els nou mesos següents, es van crear i presentar quinze dissenys de diversos països. Eren, per ordre alfabètic: CAST-256, CRYPTON, DEAL, DFC, E2, FROG, HPC, LOKI97, MAGENTA, MARS, RC6, Rijndael, SAFER+, Serpent i Twofish.
En el debat posterior, els criptògrafs van investigar molts avantatges i desavantatges dels candidats; es van avaluar no només en termes de seguretat, sinó també en termes de rendiment en una varietat d'entorns (PC de diverses arquitectures, targetes intel·ligents, implementacions de maquinari) i en la seva viabilitat en entorns limitats (targetes intel·ligents amb memòria molt limitada, implementacions amb baix nombre de portes, FPGA).
Alguns dissenys van caure a causa de la criptoanàlisi, que anava des de defectes menors fins a atacs significatius, mentre que d'altres van perdre favor a causa del baix rendiment en diversos entorns o per tenir poc a oferir sobre altres candidats. El NIST va celebrar dues conferències per discutir les propostes (AES1, agost de 1998 i AES2, març de 1999), i a l'agost de 1999 van anunciar que reduïen el camp de quinze a cinc: MARS, RC6, Rijndael, Serpent i Twofish. Els cinc algoritmes, comunament anomenats "finalistes AES", van ser dissenyats per criptògrafs considerats coneguts i respectats a la comunitat. Les votacions de la conferència AES2 van ser les següents.
Va seguir una altra ronda d'anàlisi intensa i criptoanàlisi, que va culminar amb la conferència AES3 a l'abril de 2000, en la qual un representant de cadascun dels cinc equips finals va fer una presentació argumentant per què el seu disseny havia de ser escollit com a AES. Les votacions de la conferència AES3 van ser les següents

## Selecció del guanyador
El 2 d'octubre de 2000, el NIST va anunciar que Rijndael havia estat seleccionat com a AES proposat i va iniciar el procés per convertir-lo en l'estàndard oficial publicant un anunci al Federal Register el 28 de febrer de 2001 perquè l'esborrany de FIPS sol·licités comentaris. El 26 de novembre de 2001, el NIST va anunciar que l'AES havia estat aprovat com a FIPS PUB 197.
El NIST va rebre elogis de la comunitat criptogràfica per l'obertura i la cura amb què van dur a terme el procés d'estàndards. Bruce Schneier, un dels autors de l'algoritme perdedor de Twofish, va escriure després que acabés la competició que "només tinc coses bones a dir sobre el NIST i el procés AES".